# Corinna Kamper

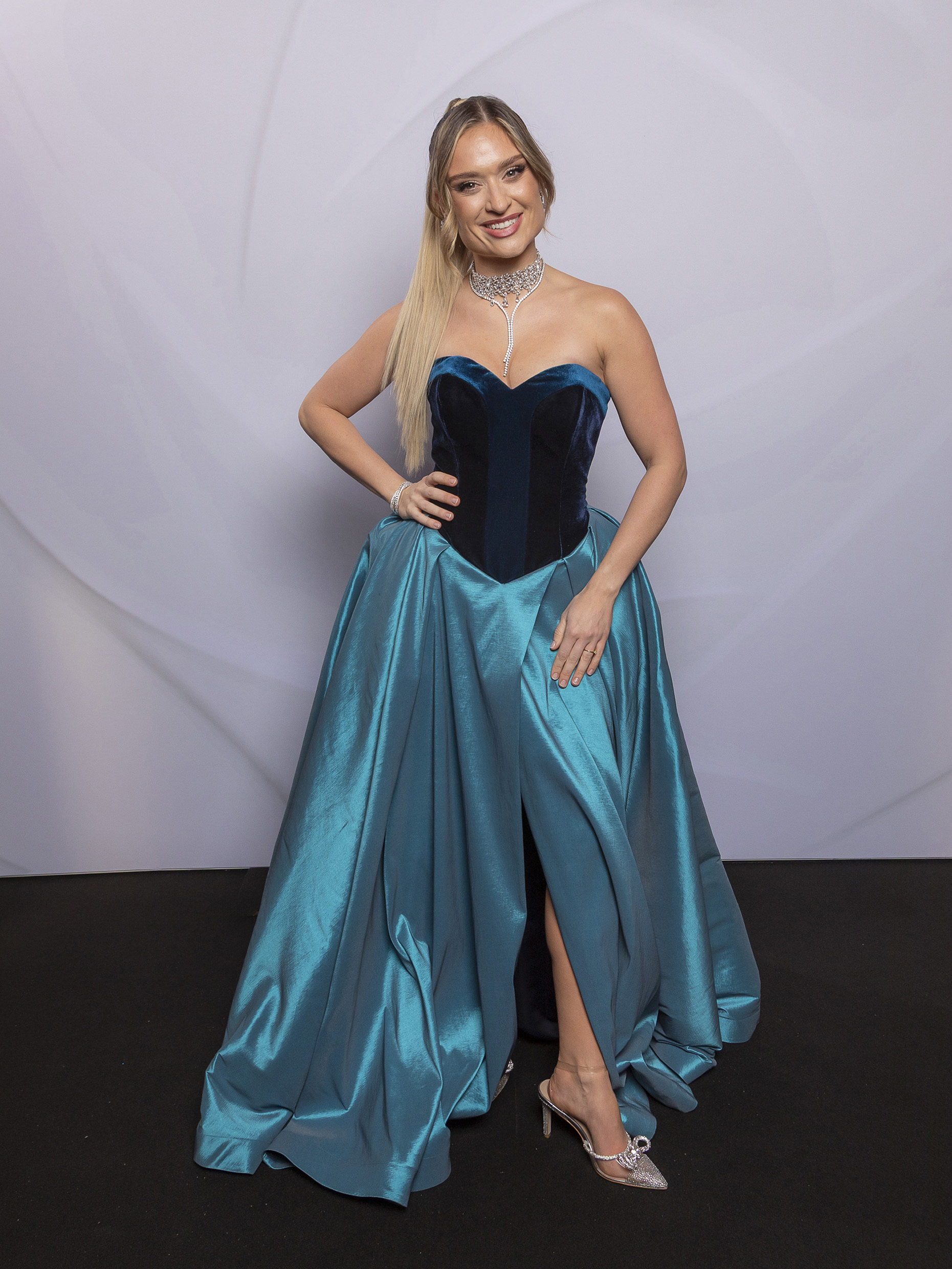
Corinna Kamper am Wiener Opernball 2025 in einem Kleid von Alexis F. Gonzalez

Corinna Kamper (* 19. August 1994 in Bruck an der Mur) ist eine österreichische Automobilrennfahrerin, Motorsportjournalistin, Tänzerin und Moderatorin. Sie hat ihre Karriere im Automobilsport im Kartsport begonnen, bevor sie in den Formelsport wechselte. 

## Karriere
Corinna Kamper wurde am 19. August 1994 als Tochter von Karl und Monika Kamper in Bruck an der Mur, Steiermark, geboren. Schon früh zeigte sie eine Begeisterung für den Motorsport, die sie im Kartsport auslebte. Ihre Karriere begann im Jahr 2005, als sie erste Rennen im Kartsport bestritt. Bis 2010 war sie in verschiedenen Kartserien aktiv und sammelte wertvolle Erfahrungen im Rennsport.
Im Jahr 2011 wechselte Kamper in den Formelsport. Sie nahm an der InterSteps Championship teil, wo sie auf Anhieb den zehnten Platz in der Gesamtwertung belegte. Bemerkenswert ist, dass sie damals als einzige Frau in einem Feld von 40 Fahrern antrat, von denen viele heute in der Formel 1 tätig sind. Parallel dazu startete sie in der LO Formel Lista Junior, einer weiteren Nachwuchsrennserie, in der sie den sechsten Platz erreichte.
2012 stieg Kamper in den Formel Renault 2.0 Northern European Cup (NEC) auf, eine Serie, die viele zukünftige Formel-1-Fahrer hervorgebracht hat. In ihrer Debütsaison belegte sie den 41. Platz im Gesamtklassement. 2013 setzte sie ihre Teilnahme im NEC fort und verbesserte sich auf den 34. Rang.
2014 wechselte Kamper in das ADAC Formel Masters, eine Nachwuchsserie in Deutschland. Sie nahm an zwei Läufen teil und beendete die Saison mit zwei Punkten auf dem 16. Platz in der Gesamtwertung. Parallel dazu war sie von 2012 bis 2015 Teil der McLaren Racing Academy, einem Förderprogramm des Formel-1-Teams McLaren, das junge Talente unterstützt und entwickelt. In dieser Zeit lebte sie vier Jahre in England, um nahe bei ihrem Team zu sein und ihre Ausbildung in der McLaren Performance Academy zu intensivieren.
Neben ihrer Tätigkeit im Rennsport und als Moderatorin arbeitete Corinna Kamper beim Yachtcharter ihrer Eltern und leitet ihre eigene Bootsführerscheinschule in Bruck an der Mur.
Seit März 2021 moderiert Kamper als Expertin in der ORF-Sendung "Formel 1 Motorhome", ist aber auch für die Formel E, LeMans, Formel 2, Formel 3 und F1 Academy im Einsatz. Darüber hinaus moderiert und kommentiert Kamper auch Rennen der 24 Stunden von Le Mans sowie der Formel E, Formel 2, Formel 3 und der F1 Academy. Seit Juli 2023 ist sie zudem als Moderatorin der Lotto-Ziehung im ORF tätig, wobei ihre Auftritte hohe Einschaltquoten erzielen. Ihre Popularität zeigte sich auch in der Sendung "Fit mit den Stars," wo sie seit Dezember 2024 abwechselnd mit Cornelia Kreuter wochentags vorturnt.

## Tanzsport und "Dancing Stars"
Corinna Kamper erreichte in der 15. Staffel der ORF-Tanzshow Dancing Stars das Finale und belegte dort den zweiten Platz.
Nach der Tanzshow wurde Kamper als einzige Teilnehmerin österreichische Staatsmeisterin in den so genannten ProAm-Tänzen, bei denen jeweils ein Amateur gemeinsam mit einem Profitänzer teilnimmt, und gewann ebenfalls in ihrer Klasse das ProAm Tanzturnier in Amsterdam und das größte Tanzturnier in Europa in Lissabon.

## Markenbotschafterin und Model
Neben ihrer Karriere im Motorsportjournalismus und Tanzsport ist Corinna Kamper auch Model und Markenbotschafterin. Sie arbeitet regelmäßig als Model unter anderem für Kleiderbauer und simpliTV.  

## Privates
Im Frühjahr 2023 nahm Corinna Kamper gemeinsam mit dem Profitänzer Danilo Campisi bei Dancing Stars teil. Im August 2023 bestätigten sie ihre Beziehung.

## Karrierestationen
- bis 2010: Kartsport
- 2011: InterSteps Championship (Platz 10)
- 2011: LO Formel Lista Junior (Platz 6)
- 2012: Formel Renault 2.0 Northern European Cup (Platz 41)
- 2013: Formel Renault 2.0 Northern European Cup (Platz 34)
- 2014: ADAC Formel Masters (Platz 16)